# Ikterus
Der Ikterus (früher und lateinisch Icterus; von altgriechisch ἴκτερος, íkteros, „Gelbsucht“), auch Gelbsucht (von mittelhochdeutsch gëlsuht; veraltet auch Gallsucht) genannt, ist eine Gelbfärbung von Haut, Schleimhäuten sowie der Lederhäute der Augen durch eine erhöhte Konzentration von Bilirubin im Blut. Es handelt sich um ein bereits im Altertum in Vorderasien beschriebenes Symptom, das bei unterschiedlichen Erkrankungen auftreten kann. Ein wenig ausgeprägter Ikterus wird als Subikterus bezeichnet.
Im Sprachgebrauch werden Gelbsucht und Leberentzündung oft gleichgesetzt („Gelbsuchtepidemie“ bei gehäuften Hepatitiserkrankungen in den 1960er und 1970er Jahren). Gelbsucht bezeichnet heute in der Fachsprache keine Krankheit mehr, sondern ein Symptom, welches bei vielen Krankheiten, u. a. auch bei der Hepatitis (zum Beispiel Virushepatitis, deren sporadische Form früher als Icterus simplex oder Icterus catarrhalis bezeichnet wurde) und Erkrankungen der Gallenwege, auftreten kann.
Dem Ikterus liegt eine Störung im Bilirubinstoffwechsel zugrunde. Bilirubin ist ein Abbauprodukt des roten Blutfarbstoffs Hämoglobin. Durch vermehrten Anfall oder verminderte Ausscheidung des Bilirubins kommt es zunächst zum Ansteigen der Serumkonzentration (Hyperbilirubinämie) und anschließend zum Austritt durch das Gefäßendothel mit Einlagerung im Körpergewebe.
Ab einem Serumspiegel von mehr als 35 μmol/l (= 2 mg/dl) tritt die Farbveränderung zuerst an der (sonst weißen) Lederhaut des Auges (Sklera) in Erscheinung (Sklerenikterus). Mit weiter zunehmenden Werten kann man schließlich auch an der Haut und den Schleimhäuten die gelblichen Veränderungen beobachten. Auch die Körperflüssigkeiten sowie andere Organe sind davon betroffen. So kann der Urin dunkelbraun (Bilirubinurie), der Stuhl dagegen hell oder weiß verfärbt sein.
Da die Leber eine zentrale Rolle im zugrundeliegenden Bilirubin-Stoffwechsel spielt, kann man, abhängig von der Lokalisation der Störung, folgende Ursachen des Ikterus unterscheiden:
- prähepatisch (mit Ursache „vor der Leber“, in der Regel verbunden mit einem erhöhten Anfall von Bilirubin durch Hämolyse)
- intrahepatisch (aufgrund einer Leberschädigung oder Leberfunktionsstörung) sowie
- posthepatisch (bei Störung des der Leber nachgeschalteten Gallengangsystems; in der Regel eine Störung des Galleabflusses)

Des Weiteren ist bei etwa fünf Prozent der Bevölkerung aufgrund eines Gendefektes die Bilirubin-Aufnahme in die Leber leicht chronisch vermindert. Diese Störung wird als Gilbert-Syndrom bezeichnet. In diesen Fällen kommt es regelmäßig zu leichten Formen einer Gelbsucht, insbesondere einer Gelbfärbung im Bereich der Bindehaut. Diese Art der Gelbsucht ist, so keine anderen körperlichen Auffälligkeiten zu beobachten sind, harmlos und muss nicht behandelt werden.

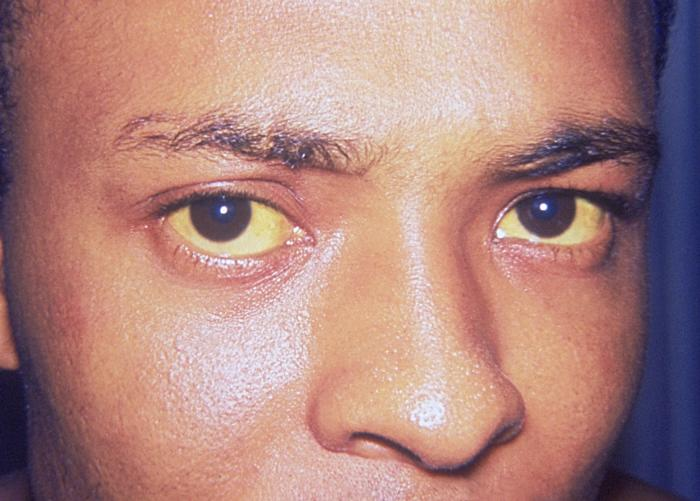
Deutliche Gelbfärbung der Skleren und Gesichtshaut, in diesem Fall bedingt durch Hepatitis A

## Typen

### Hämolytischer Ikterus (prähepatisch)
Beim prähepatischen Ikterus kommt es durch den stark gesteigerten Zerfall von roten Blutkörperchen (Erythrozyten) im Rahmen einer Hämolyse zum vermehrten Anfall des unkonjugierten Bilirubins. Derselbe Mechanismus tritt physiologischerweise auch beim Neugeborenenikterus (Icterus haemolyticus neonatorum) auf. Kurz nach der Geburt werden die mit dem fetalen Hämoglobin beladenen Erythrozyten vermehrt abgebaut und durch neu gebildete rote Blutkörperchen ersetzt. Der Neugeborenenikterus ist Zeichen dieser ablaufenden Reaktion und üblicherweise unschädlich. Bei massiv erhöhten Bilirubinwerten kurz nach der Geburt (z. B. durch eine bestehende Rhesus-Inkompatibilität (Erythroblastose) oder bei Frühgeburten) besteht allerdings die Gefahr des Kernikterus, einer Schädigung wichtiger Zentren des zentralen Nervensystems mit einer schlechten Prognose.
Auch bei Bluttransfusionskomplikationen (Untergang von Blutkörperchen), infolge eines Lungeninfarktes und bei großen Blutergüssen kann es zu einem prähepatischen Ikterus kommen.

### Hepatozellulärer Ikterus (intrahepatisch)
Da mehrere Schritte des Bilirubinstoffwechsels in der Leber ablaufen, gibt es dementsprechend auch unterschiedliche Entstehungsmöglichkeiten für einen (intra)hepatischen Ikterus. Im Wesentlichen können folgende Abläufe gestört werden:
- Bilirubinaufnahme in die Leberzellen
- Bilirubinkonjugation (Umwandlung von wasserunlöslichem, unkonjugiertem in wasserlösliches, konjugiertes Bilirubin mithilfe von Glucuronsäure)
- Transport von konjugiertem Bilirubin aus der Leberzelle heraus
- Abfluss aus den Gallenkanälchen der Leber in die intrahepatischen Gallenwege

#### Störung der Bilirubinaufnahme
Eine unzureichende Aufnahme von unkonjugiertem Bilirubin kann einerseits durch eine Leberzellschädigung, beispielsweise im Rahmen einer Virushepatitis oder eines akuten Leberversagens, oder andererseits durch eine Überlastung des zelleigenen Transportsystems bedingt sein. Einige Medikamente (manche Antibiotika beispielsweise) müssen über dieselben Transportwege ausgeschieden werden und können dabei mit dem Bilirubin konkurrieren.

#### Störung der Bilirubinkonjugation
Auslösend sind meist Gendefekte der beteiligten Enzyme (v. a. der UDP-Glukuronyltransferase). Die bekanntesten Erkrankungen in diesem Zusammenhang sind das Gilbert-Meulengracht-Syndrom und das Crigler-Najjar-Syndrom.

#### Störung des Bilirubintransportes
Neben Leberzellschäden verschiedenster Ursache können ebenso vererbte Störungen der notwendigen Strukturen auslösend sein. Hierzu zählen das Dubin-Johnson-Syndrom oder das Rotor-Syndrom. Beim Inanitionsikterus verdrängen mobilisierte Fettsäuren das Bilirubin von den Transportproteinen.

#### Störung des Galleabflusses
Bei Störung des Galleabflusses spricht man von einem Stauungsikterus. Ähnlich dem posthepatischen Ikterus sind bereits hier, neben dem Bilirubin, auch noch etliche andere Substanzen von der mangelnden Ausscheidung betroffen. Daher wird von einer intrahepatischen Cholestase gesprochen.

### Cholestatischer Ikterus (posthepatisch)
Hier liegt eine Störung des Gallenabflusses aus der Leber durch den Ductus choledochus in das Duodenum vor. Da in der Galle neben Bilirubin auch verschiedene andere Substanzen ausgeschieden werden, treten neben der Gelbfärbung von Haut und Schleimhäuten auch verschiedene andere Symptome auf. Gemeinsam werden alle Erscheinungen unter der Bezeichnung Cholestase subsumiert. Am häufigsten sind es Gallensteine, die im Ausführungsgang steckenbleiben und ihn verlegen. Aber auch Tumoren (ausgehend von Bauchspeicheldrüse, Gallenblase, Gallengängen oder dem Zwölffingerdarm) können zu plötzlichen Verschlüssen des Ausführungsganges und damit zu einem Verschlussikterus (oder Obstruktionsikterus) führen. Im Gegensatz zu den Gallensteinen, welche häufig gleichzeitig zu einer Gallenkolik führen, sind tumoröse Veränderungen in diesem Stadium oft noch schmerzfrei. Daher sollte jeder schmerzlose Ikterus als malignomverdächtig eingestuft werden und unverzüglich medizinisch abgeklärt werden (wie alle anderen Formen jedoch auch). Als seltene angeborene Ursache eines posthepatischen Ikterus kommt eine Gallengangatresie im Neugeborenenalter in Frage.

## Behandlung
Die Behandlung einer Gelbsucht hängt vom Auslöser ab. Gallensteine beispielsweise können durch spezielle Endoskope entfernt werden. In manchen Fällen muss eine erkrankte Gallenblase auch operativ entfernt werden. Haben Medikamente die Leber geschädigt, verschwindet die Gelbsucht meist, wenn diese nicht mehr eingenommen werden. Gegen eine durch Viren ausgelöste Gelbsucht können antivirale Wirkstoffe helfen.